# Mísia
Mísia, właśc. Susana Maria Alfonso de Aguiar (ur. 18 czerwca 1955 w Porto, zm. 27 lipca 2024 w Lizbonie) — portugalska pieśniarka fado.

## Twórczość
Podejście i styl Mísii nieco odstępują od tradycji fado, z tego względu jest ona kontrowersyjna dla niektórych słuchaczy. Jej twórczość jest bardziej popularna we Francji i Hiszpanii niż w rodzimej Portugalii.
Album Canto z 2003 charakteryzuje się łączeniem treści pochodzących z różnych źródeł. Na przykład dokonuje połączenia muzyki portugalskiego gitarzysty Carlosa Paredesa z wierszami Vasco Graça Moury, a także Sérgio Godinho i Pedro Tamena. Mísia jest też znana z wykonywanie coverów utworów innych artystów w konwencji muzyki fado, m.in. As Time Goes By i utworów Luisa Eduardo Aute (np. De Alguna Manera).
Mísia śpiewała nie tylko po portugalsku, ale też po hiszpańsku, francusku, katalońsku, a nawet po angielsku. Jeden z jej ostatnich albumów Drama Box jest zestawem tang, boler i pieśni fado śpiewanych po portugalsku i hiszpańsku.

## Dyskografia
- 1991: Mísia
- 1993: Fado
- 1995: Tanto menos, tanto mais
- 1998: Garras dos Sentidos
- 1999: Paixões Diagonais
- 2001: Ritual
- 2003: Canto (muz. Carlos Paredes)
- 2005: Drama Box
- 2009: Ruas – złota płyta w Polsce[3]